# Championnats du monde de tir à l'arc 1961
Navigation
Édition précédente Édition suivante
Les championnats du monde de tir à l'arc 1961 sont une compétition sportive de tir à l'arc organisés en 1961 à Oslo, en Norvège. Il s'agit de la 21e édition des championnats du monde de tir à l'arc.

## Médaillés
| Épreuves          | Or                                                    | Argent                                                 | Bronze                                                      |
| ----------------- | ----------------------------------------------------- | ------------------------------------------------------ | ----------------------------------------------------------- |
| Individuel hommes | Joe Thornton (USA)                                    | Clayton Sherman (USA)                                  | Jorma Sandelin (FIN)                                        |
| Par équipe hommes | États-Unis Joe Thornton Clayton Sherman W. Bednar     | Belgique Rene Boussu Henri Verhoeven Charles Sophie    | Finlande Jorma Sandelin Väinö Skarp P. Luoto                |
| Individuel femmes | Nancy Vonderheide (USA)                               | Laurie Fowler (GBR)                                    | Bozena Deptova (TCH)                                        |
| Par équipe femmes | États-Unis Nancy Vonderheide Grace Frye Victoria Cook | Grande-Bretagne Laurie Fowler J. Heywood Shirley Lyons | Afrique du Sud Anita Schlebusch Margaret Harriman E. Caknis |